# SC Schwaz
Der Sportclub EGLO Schwaz ist ein österreichischer Fußballverein aus der Tiroler Bezirkshauptstadt Schwaz. Die Vereinsfarben des 1921 gegründeten Klubs sind Blau-Weiß, seine Heimspiele trägt er im Sportzentrum Schwaz aus. Hauptsponsor ist der nahe Schwaz ansässige Leuchtenhersteller Eglo Leuchten GmbH. Die Unterinntaler nahmen 1967 und 1968 an der damaligen zweitklassigen Regionalliga West teil. In der Saison 2014/15 spielt die erste Mannschaft des SC Schwaz in der Regionalliga West, der dritthöchsten Spielstufe Österreichs.

## Geschichte
Der Verein wurde am 14. Mai 1921 als Fußball Klub Schwaz von Robert Zins, Rudolf Hueber, Fritz Bauer, Anton Orgler, Rino Chesi, Hermann Hueber, Raimund Heussbaumer, Georg Kleisner, Josef Tschaffert, Ernst Petzold und Josef Richter gegründet und stieg 1932 in die Fußballmeisterschaft in Tirol ein.
Zwei Jahre nach Ende des Zweiten Weltkrieges und ein Jahr nach Wiederaufnahme der Fußballmeisterschaft in Tirol wurde der Fußball Club Schwaz 1947 mit einem Torverhältnis von 110:25 aus 18 Spielen Meister der Unterinntalklasse. Damit stieg der Club in die Tiroler Landesliga (A-Klasse) auf und musste bis heute nie mehr in einer Liga unterhalb der höchsten Tiroler Spielklasse spielen. Als 1950 die zweitklassige Arlbergliga gegründet wurde, gehörten die Schwazer sogar dieser Liga an. In den 1950er-Jahren entwickelte sich der SC Schwaz (mit vollem Namen Sportclub Schwaz Sektion Fußball) zu einer „Fahrstuhlmannschaft“ im Zweijahresrhythmus: Dem Abstieg in die Landesliga 1953 folgte 1955 Meistertitel und Wiederaufstieg, nur um 1957 erneut aus der Arlbergliga abzusteigen – mit nur einem einzigen Punkt und einem Torverhältnis von 21:99.
Nach neun Jahren in der Landesliga glückte dem Verein 1966 neuerlich der Aufstieg in die zweithöchste Klasse Österreichs, inzwischen Regionalliga West genannt, doch wiederum stieg der Sportclub nach zwei Jahren ab. 1971 gelangte mit der Firma Telta zum ersten Mal ein Sponsor in den Vereinsnamen, Erfolge der Kampfmannschaft blieben allerdings aus. 1976 landete der SC Telta Schwaz sogar am 12. und letzten Platz der Landesliga; nur weil sich Konkurrent ESV Austria Innsbruck der Spielgemeinschaft ISK/SVI anschloss, konnte die Klasse gehalten werden. Auch im Folgejahr lief es nicht besser, nun kam allerdings eine Ligenreform (Einführung der Alpenliga, einer gemeinsamen Liga von Tiroler und Salzburger Vereinen als dritthöchste Spielklasse) den Schwazern zu Hilfe. Drei Jahre später durfte aber bereits der Landesmeistertitel und der erneute Aufstieg gefeiert werden. 1981 wurde der SC Schwaz Vizemeister der Regionalliga West und obwohl diese inzwischen nicht mehr die zweit-, sondern nur mehr die dritthöchste Spielklasse Österreichs war, betrachtet der Verein dies als seinen größten Erfolg.
Nach dem bislang letzten Abstieg 1985 spielte der SC Schwaz für über 20 Jahre ohne Titel, aber auch ohne Abstieg, in der Tiroler Landesliga. Zu einem bitteren Herzschlagfinale kam es in der Saison 2006/07: Vier Runden vor Schluss noch selbst Tabellenerster, empfing der SC Schwaz am letzten Spieltag als Zweiter den Führenden, SC Kundl, wobei ein Sieg Meistertitel und Aufstieg bedeutet hätte. Das am 15. Juni 2007 von 1.625 Zuschauern mitverfolgte Spiel ging allerdings nach 1:0-Pausenführung noch mit 1:2 verloren. Mit einem Jahr Verspätung feierte der SC Schwaz dann 2008 den Meistertitel in der Landesliga und stieg in die Regionalliga West auf – einen der Absteiger, den der Club dort ersetzte, war pikanterweise der SC Kundl. Wie in früheren Jahren konnten sich die Schwazer auch diesmal nicht lange halten. Die Saison 2008/09 beendeten die Unterinntaler noch auf Rang 12, im darauffolgenden Jahr fehlten letztendlich drei Punkte auf den rettenden 12. Platz und der SC Schwaz musste erneut den Abstieg in die Tiroler Liga hinnehmen.
Abseits des Meisterschaftsbetriebs feierte der SV Schwaz seinen größten Triumph mit dem Gewinn des Tiroler Cups der Amateurmannschaften 2009: Im Finale am 2. Juni 2009 sorgte ein spätes Tor von Sebastian Huber für den 2:1-Sieg über die Amateurmannschaft des FC Wacker Innsbruck. 2013 stiegen die Schwazer in die Regionalliga West auf und spielen seit der Saison 2019/20 in der Regionalliga Tirol.
Spieler
- Werner Zanon (19??–1975)
- Bülent Kaan Bilgen (1988–1997) Jugend, (2012–) Spieler,
- Mathias Perktold (2008–2009)
- Thomas Burgstaller (2013–2015)

Ligastatistik
Von Eintritt in die Tiroler Meisterschaft 1932 bis zum Saisonende 2007/08
| Meisterschaftsspiele | Siege | Unentschieden | Niederlagen | Tore erzielt | Tore erhalten | Punkte |  |
| -------------------- | ----- | ------------- | ----------- | ------------ | ------------- | ------ |  |
| 7.507                | 3.672 | 989           | 2.846       | 22.630       | 17.543        | 9.872  |  |

## Titel und Erfolge
- 1 × Vize-Meister der Regionalliga West: 1981
- 7 × Zweitligateilnahme: 1950/51 bis 1952/53, 1955/56, 1956/57 (Arlbergliga), 1966/67, 1967/68 (Regionalliga West)

- 5 × Meister der Tiroler Liga: 1955, 1966, 1979, 2008, 2013
- 7 × Tiroler Vize-Landesmeister: 1961, 1973, 1987, 1988, 1991, 2005, 2007

- 1 × Meister der Inntalklasse 1947

- 5 × Tiroler Landescupsieger: 2009, 2011, 2018, 2019, 2021